# Mihajlo Andrić
Mihajlo Andrić (nacido el 4 de enero de 1994 en Kragujevac, Serbia) es un jugador de baloncesto serbio. Mide 2.01 metros de altura y juega en la posición de alero y su actual equipo es el Estudiantes de la Primera FEB. 

## Trayectoria deportiva
Andrić es un jugador formado en el KK Partizan, con el que debutó el 15 de noviembre de 2013 con apenas 19 años en un partido de la Euroliga contra el CSKA de Moscú, donde pasó casi 12 minutos en la cancha. El 31 de enero de 2014, contra el Lokomotiv Kuban, Andrić jugó su mejor partido de la temporada en el Top 16 de la Euroliga, donde anotó 8 puntos y dio 1 asistencia. En la temporada 2013-14, ganó la Liga Serbia de Baloncesto al derrotar al Estrella Roja con un balance de 3-1 en la serie final. 
Tras cinco temporadas en el conjunto serbio, en julio de 2018, firmó por dos temporadas con el Göttingen de la Basketball Bundesliga.
Durante la temporada 2019-20, promedió 6,9 puntos, 2,9 rebotes y 1,1 asistencias por partido.
El 16 de septiembre de 2020, Andrić firmó con Kolossos Rodou de la A1 Ethniki, con el que disputó 18 partidos, en los que promedió 12.9 puntos (tiro con 46.5% desde la línea de 3 puntos), 3.9 rebotes y 1.8 asistencias por partido.
El 24 de agosto de 2021, Andrić firmó con Afyon Belediye de la Basketbol Süper Ligi (BSL) turca, con el que disputó 10 partidos, en los que promedió 8,4 puntos, 3,1 rebotes y 2,2 asistencias por partido.
El 11 de enero de 2022, Andrić regresa a Grecia para jugar en el Promitheas Patras de la A1 Ethniki y la Eurocup por el resto de la temporada. En 22 partidos de liga promedió 7,8 puntos (en tiros con un 42,6% de triples), 2,6 rebotes y 1,2 asistencias, jugando unos 22 minutos por partido.
El 21 de agosto de 2022, firma por el Morabanc Andorra de la Liga LEB Oro.
El 2 de julio de 2024, firma por el Estudiantes de la Liga LEB Oro.

## Selección nacional
Es un habitual en las categorías inferiores de la Selección de baloncesto de Serbia. En 2012, ganó la medalla de oro en el Campeonato Mundial FIBA 3x3 Sub-18 de 2012 representando al equipo nacional 3x3 sub-18 de Serbia junto con Luka Anđušić, Miloš Janković y Rade Zagorac.
En 2013, disputó el Campeonato Mundial de Baloncesto Sub-19 de 2013 celebrado en Praga con el ganó la medalla de plata, promediando 8 puntos y 2,4 rebotes por partido.
En 2014, disputó el Campeonato Europeo de Baloncesto Masculino Sub-20 celebrado en Grecia, donde logró la medalla de bronce.